# Міддлфілд (Огайо)
Міддлфілд (англ. Middlefield) — селище (англ. village) в США, в окрузі Ґоґа штату Огайо. Населення — 2748 осіб (2020).

## Географія
Міддлфілд розташований за координатами 41°27′33″ пн. ш. 81°4′29″ зх. д. / 41.45917° пн. ш. 81.07472° зх. д. (41.459302, -81.074642).  За даними Бюро перепису населення США в 2010 році селище мало площу 7,88 км², з яких 7,82 км² — суходіл та 0,06 км² — водойми.

## Демографія
Згідно з переписом 2010 року, у селищі мешкали 2694 особи в 1186 домогосподарствах у складі 678 родин. Густота населення становила 342 особи/км².  Було 1290 помешкань (164/км²).
Расовий склад населення:
| - 96,9 % — білих - 0,8 % — чорних або афроамериканців - 0,6 % — азіатів |

До двох чи більше рас належало 1,6 %. Частка іспаномовних становила 0,8 % від усіх жителів.
За віковим діапазоном населення розподілялося таким чином: 21,9 % — особи молодші 18 років, 55,6 % — особи у віці 18—64 років, 22,5 % — особи у віці 65 років та старші. Медіана віку мешканця становила 43,8 року. На 100 осіб жіночої статі у селищі припадало 82,9 чоловіків;  на 100 жінок у віці від 18 років та старших — 75,9 чоловіків також старших 18 років.
Середній дохід на одне домашнє господарство  становив 55 534 долари США (медіана — 45 219), а середній дохід на одну сім'ю — 71 090 доларів (медіана — 68 661). Медіана доходів становила 50 778 доларів для чоловіків та 39 623 долари для жінок. За межею бідності перебувало 8,0 % осіб, у тому числі 3,2 % дітей у віці до 18 років та 15,9 % осіб у віці 65 років та старших.
Цивільне працевлаштоване населення становило 1322 особи. Основні галузі зайнятості: освіта, охорона здоров'я та соціальна допомога — 21,6 %, виробництво — 19,8 %, мистецтво, розваги та відпочинок — 16,5 %.